# Let Me Love You (Until You Learn to Love Yourself)
Let Me Love You (Until You Learn to Love Yourself) è un brano musicale del cantante statunitense Ne-Yo, estratto come secondo singolo dall'album R.E.D.. Pubblicato il 10 luglio 2012 dalla Motown Records, il brano musicale presenta sonorità Synth pop e Europop.

## Video musicale
Il video prodotto per il singolo è stato diretto da Christopher Simms e caricato sul canale VEVO di Ne-Yo il 18 luglio 2012. L'atmosfera generale del video è cupa, caratterizzata da luci tenui e ambienti bui. I luoghi nei quali si svolge il video sono un magazzino (dove si svolge la maggior parte del video e le scene di ballo), un letto (dove l'artista condivide momenti dolci con una ragazza), una spiaggia e l'interno di un'Audi R8 (per una breve scena). Durante le scene di ballo, Ne-Yo esegue passi tipici dello stile di Michael Jackson.

## Accoglienza
In generale, la canzone ha ricevuto recensioni positive dalla critica musicale. Andrew Hampp, della rivista statunitense Billboard, ha definito il brano come la crème della crème delle ballate dance sentimentali. Inoltre, ha apprezzato il messaggio della canzone, rivolto al potenziamento dell'autostima. Andy Kellman, di AllMusic, ha scelto la canzone come una tra le più belle dell'album. Nate Chinen, del The New York Times, l'ha definita come una "convincente traccia Euro Dance".

## Classifiche
Nel Regno Unito, Let Me Love You (Until You Learn to Love Yourself) ha raggiunto il primo posto nella Official Singles Chart e ha venduto 89 000 copie nella prima settimana; è il quarto singolo di Ne-Yo ad aver raggiunto il primo posto e il quarantanovesimo più venduto del 2012 nel Regno Unito.
| Classifica (2012-13) | Posizione più alta |
| -------------------- | ------------------ |
| Australia            | 8                  |
| Belgio (Fiandre)     | 10                 |
| Belgio (Vallonia)    | 30                 |
| Canada               | 22                 |
| Francia              | 22                 |
| Germania             | 61                 |
| Irlanda              | 5                  |
| Italia               | 45                 |
| Giappone             | 5                  |
| Nuova Zelanda        | 20                 |
| Paesi Bassi          | 20                 |
| Slovacchia           | 19                 |
| Regno Unito          | 1                  |
| Stati Uniti          | 6                  |
| Svizzera             | 55                 |
| Ungheria             | 26                 |